# Karla Erjavec
Karla Erjavec (ur. 17 czerwca 1999 w Zagrzebiu) – chorwacka koszykarka występująca na pozycjach rzucającej lub niskiej skrzydłowej, reprezentantka kraju, od 2023 zawodniczka FC Barcelony.

## Osiągnięcia
Stan na 1 maja 2024, na podstawie, o ile nie zaznaczono inaczej.

### NCAA
- Uczestniczka rozgrywek:
  - Elite 8 turnieju NCAA (2023)
  - II rundy turnieju NCAA (2022, 2023)
- Zaliczona do I składu:
  - najlepszych pierwszorocznych zawodniczek konferencji Mountain West (MWC – 2019)
  - All-ACC Academic (2023)

### Reprezentacja
Seniorska
- Uczestniczka:
  - mistrzostw Europy (2021 – 11. miejsce)[5]
  - kwalifikacji do Eurobasketu (2021)

Młodzieżowe
- Uczestniczka mistrzostw Europy:
  - U–20:
    - 2018 – 16. miejsce
    - dywizji B (2019 – 6. miejsce)[6]

  - U–18 (2015 – 9. miejsce, 2016 – 12. miejsce, 2017 – 9. miejsce)[7][8][9]
  - U–16 (2014 – 10. miejsce, 2015 – 12. miejsce)[10][11]